# Acrolepia gelida
Acrolepia gelida is een vlinder uit de familie van de koolmotten (Plutellidae). De wetenschappelijke naam van deze soort is voor het eerst geldig gepubliceerd in 1921 door Meyrick.
De soort komt voor in het Afrotropisch gebied.